# Impressopallenis laticeps
Impressopallenis laticeps is een keversoort uit de familie mierkevers (Cleridae). De wetenschappelijke naam van de soort is voor het eerst geldig gepubliceerd in 1953 door Pic.